# Canibalismo mecánico
El canibalismo mecánico es una práctica económica utilizada en el ramo industrial y en el militar en la que, según la necesidad de cada negocio y/o establecimiento; se trata de reaprovechar un lote de maquinaria que no tenga partes de recambio disponibles en el mercado, usándolo para reparar máquinas iguales que tengan un daño menor con partes provenientes de una máquina que se considere irreparable.

## Práctica
Se sabe que en las sociedades en desarrollo la maquinaria es usada al máximo, y muchas veces al no contar con partes de repuesto se recurre a despiezar máquinas similares y que puedan proveer una serie de repuestos que requiera su similar. Eso se hace cuando la máquina en cuestión no tiene opción en conseguir sus refacciones en el mercado dada su antigüedad y/o su representación por parte del productor, que muchas veces puede desaparecer por las condiciones del mercado económico, o por las condiciones sociopolíticas que tenga el país, como cuando por un embargo económico carezca de los medios y/o recursos.
La mayoría de las veces se suele recurrir a esta práctica en los sectores industriales de la construcción, la metalurgia, la extracción minera, la agrícola, la de producción de bienes y en la fabricación de maquinaria, debido al atraso tecnológico y/o técnico de una fábrica situada en países del Tercer mundo, que no pueden acceder fácilmente a partes de refacción para reparar las de sus industrias, o cuando bien éstas entran en quiebra y al no poder pagar sus acreencias suelen dar sus facilidades productivas como forma de cubrirlas.
Otra forma es la de la aplicación en la milicia, donde por los daños sufridos por un ingenio militar que es más caro de construir nuevo que de reparar, o por lo obsoleto de ciertas armas se suele usar partes provenientes ya sea de aparatos averiados, o de aquellos que están en desuso o por su grado de daño; que pueden proveer en gran parte una o varias de sus partes para reparar su maquinaria.